# Giumbolando/Crash Bang Gulp!
Giumbolando/Crash Bang Gulp! è un singolo discografico split di Giumbolo con i Piccoli Cantori di Niny Comolli e dell'Orchestra di Franco Godi, pubblicato nel 1981.

## Descrizione
Giumbolando era la seconda sigla del programma televisivo Buonasera con... Supergulp!. Scritta da Franco Godi e Guido De Maria.
Sul lato B è incisa Crash Bang Gulp!, prima sigla della trasmissione televisiva a fumetti Supergulp, scritta dagli stessi autori e incisa dall'Orchestra di Franco Godi. La musica e il testo ricalcano in buona parte la sigla Crash Bang Gulp! della prima edizione di Gulp! del 1972.
Entrambi i brani sono stati inseriti nella compilation "Orzowei, Supergulp e altri successi TV" e altre raccolte.

## Tracce
Lato A
1. Giumbolo con i Piccoli Cantori di Niny Comolli – Giumbolando – 3:59 (Guido De Maria-Franco Godi)

Lato B
1. Orchestra di Franco Godi – Crash Bang Gulp! – 1:41 (Franco Godi)